# Auserlesene Instrumentalmusik
Auserlesene Instrumentalmusik est le titre simplifié d'un recueil de concertos grossos publié par Georg Muffat à Passau en 1701. L'ouvrage peut être désigné, de façon plus complète, en allemand, par Auserlesene mit Ernst und Lust gemengte Instrumental-Musik, voire Auserlesener mit Ernst und Lust gemengter Instrumental-Musik Erste Versamblung ou, en latin, par Exquisitioris harmoniae instrumentalis gravi-jucundae.
Ce recueil comprend douze concertos grossos, forme musicale développée en italie par Arcangelo Corelli et que Muffat, après l'avoir étudiée à Rome avec ce dernier, s'enorgueillit d'avoir introduit dans les pays germaniques. C'est la cinquième et dernière publication qui jalonne sa carrière d'organiste et de maître de chapelle à Salzbourg puis à Passau, au service des princes-évêques de ces deux importants diocèses. Dans la préface, en quatre langues, Muffat précise la bonne façon d'orchestrer un concerto grosso, pour se conformer à la pratique de Corelli. 
Les concertos N° 2, 4, 9, 10, 11 et 12 réutilisent du matériel thématique issu des sonates du recueil de 1682, Armonico tributo, en changeant le nombre de mouvements, leur ordre et l'instrumentation.

## Contenu du recueil
Chaque concerto comporte 4, 6 ou plus généralement 5 mouvements. 
- Concerto grosso N° 1 en ré minor, Bona nova
  - Sonata. Grave. Allegro - Ballo. Allegro - Grave - Aria - Giga
- Concerto grosso N° 2 en la major, Cor vigilans
  - Sonata. Grave. Presto. Grave - Corrente. Allegro - Grave - Gavotta. Alla breve, ma non presto - Rondeau. Allegro
- Concerto grosso N° 3 en si major, Convalescentia
  - Sonata. Grave. Presto - Aria. Presto. Allegro. Presto. Grave. Presto - Grave - Giga I. Presto - Giga Il. Allegro
- Concerto grosso N° 4 en sol minor, Dulce somnium
  - Sonata. Grave - Sarabanda. Grave - Grave. Adagio - Aria. Allegro - Borea. Alla breve un poco grave
- Concerto grosso N° 5 en ré major, Saeculum
  - Sonata. Grave. Allegro - Allemanda. Largo - Grave - Gavotta. Alla breve, ma non presto - Menuet. Allegro
- Concerto grosso N° 6 en la minor, Quis hic
  - Sonata. Allegro. Presto - Aria. Allegro - Grave - Aria. Allegro - Borea. Alla breve, ma poco grave
- Concerto grosso N° 7 en mi major, Deliciae Regum
  - Sonata. Grave - Aria - Largo - Gavotta - Grave - Giga - Allegro - Menuet
- Concerto grosso N° 8 en fa major, Coronatio Augusta
  - Sonata. Grave - Allemanda - Largo - Grave - Gavotta. Alla breve ma non presto - Rondeau - A1legro
- Concerto grosso N° 9 en do minor, Victoria Maesta
  - Sonata. Grave. Allegro - Aria - Allegro - Grave - Sarabanda - Adagio - Borea
- Concerto grosso N° 10 en sol major, Perseverantia
  - Allemanda. Largo - Grave - Gavotta. Alla breve ma non presto - Menuet
- Concerto grosso N° 11 en mi minor, Delirium Amoris
  - Sonata. Grave. Allegro - Ballo - Allegro - Grave - Presto - Menuet. Allegro - Giga
- Concerto grosso N° 12 en sol major, Propitia Sydera
  - Sonata. Grave. Allegro - Aria - Largo - Gavotta. Alla breve a presto - Ciacona. Un poco grave - Borea - Allegro